# Exponor
Die Exponor – Feira International do Porto (deutsch: Internationale Messe Porto) ist nach eigenen Angaben das größte Ausstellungszentrum in Portugal und einer der leistungsstärksten internationalen Veranstaltungsplätze auf der iberischen Halbinsel. Sie ist in der União das Freguesias de Matosinhos e Leça da Palmeira, einer Nachbargemeinde von Porto  angesiedelt.

## Lage
Das 1987 eröffnete Messegelände befindet sich an der Avenida Doutor António Macedo im Ortsteil Leça da Palmeira, 10 Minuten vom Zentrum Portos und dem internationalen Flughafen Francisco Sá Carneiro entfernt. In der Umgebung des Messegeländes befinden sich zwei Anschlussstellen der A28, die Richtung Norden nach Galizien und Richtung Süden nach Zentralportugal führt. Der  Seehafen Leixões ist nur 500 m entfernt.

## Ausstellungsgelände
Die Messe erstreckt sich über eine Fläche von 200.000 Quadratmetern und verfügt über fast 50.000 Quadratmeter überdachte Fläche. Das Ausstellungszentrum Exponor umfasst:
- 6 Mehrzweck-Ausstellungshallen,
- 1 Saal mit 945 Sitzplätzen,
- Besprechungs- und Workshopräume,
- Mehrzweckgalerien mit einer Fläche von 5.000 Quadratmetern,
- Parkplätze mit 2.500 Stellplätzen.

Zu den Einrichtungen für Aussteller und Besucher gehören schnelles Internet, IT- und Telefondienste, Geldautomaten, Bars und Restaurants, Ausstellerunterstützung (Kommunikations- und Sekretariatsdienste), medizinische Einrichtungen, Kinderclub, Taxistand, Brandschutzdienste, Sicherheitsdienste, Gelegenheitspersonal und Reinigungsdienste.

## Messegeschehen
Die Exponor veranstaltet jedes Jahr rund 30 Fachmessen und hunderte von Veranstaltungen unterschiedlicher Art und Größe. Darunter befinden sich einige der größten Messen Portugals in Branchen wie Metallverarbeitung, Baugewerbe, Heimtextilien, Innentextilien, Silberschmiede und Juweliere, Elektro- und Elektronikindustrie, Maschinen und Ausrüstung für verschiedene Branchen  und viele mehr.